# 刘文藩
刘文藩（1934年—），男，河北丰润人，中华人民共和国政治人物，曾任天津市人民政府副秘书长，天津市技术改革办公室主任，天津市人大常委会副主任。